# ایربلو
ایربلو (به انگلیسی: Airblue) یک شرکت هواپیمایی با کد یاتا PA است که در تاریخ ۲۰۰۳ میلادی تأسیس شده و در تاریخ ۱۸ ژوئن ۲۰۰۴ فعالیتش را آغاز کرده‌است.
دفتر مرکزی ایربلو در پاکستان واقع شده‌است و قطب این شرکت هواپیمایی در فرودگاه بین‌المللی جناح قرار دارد و به ۱۳ مقصد، پرواز مستقیم انجام می‌دهد.

## مقصدهای پروازی

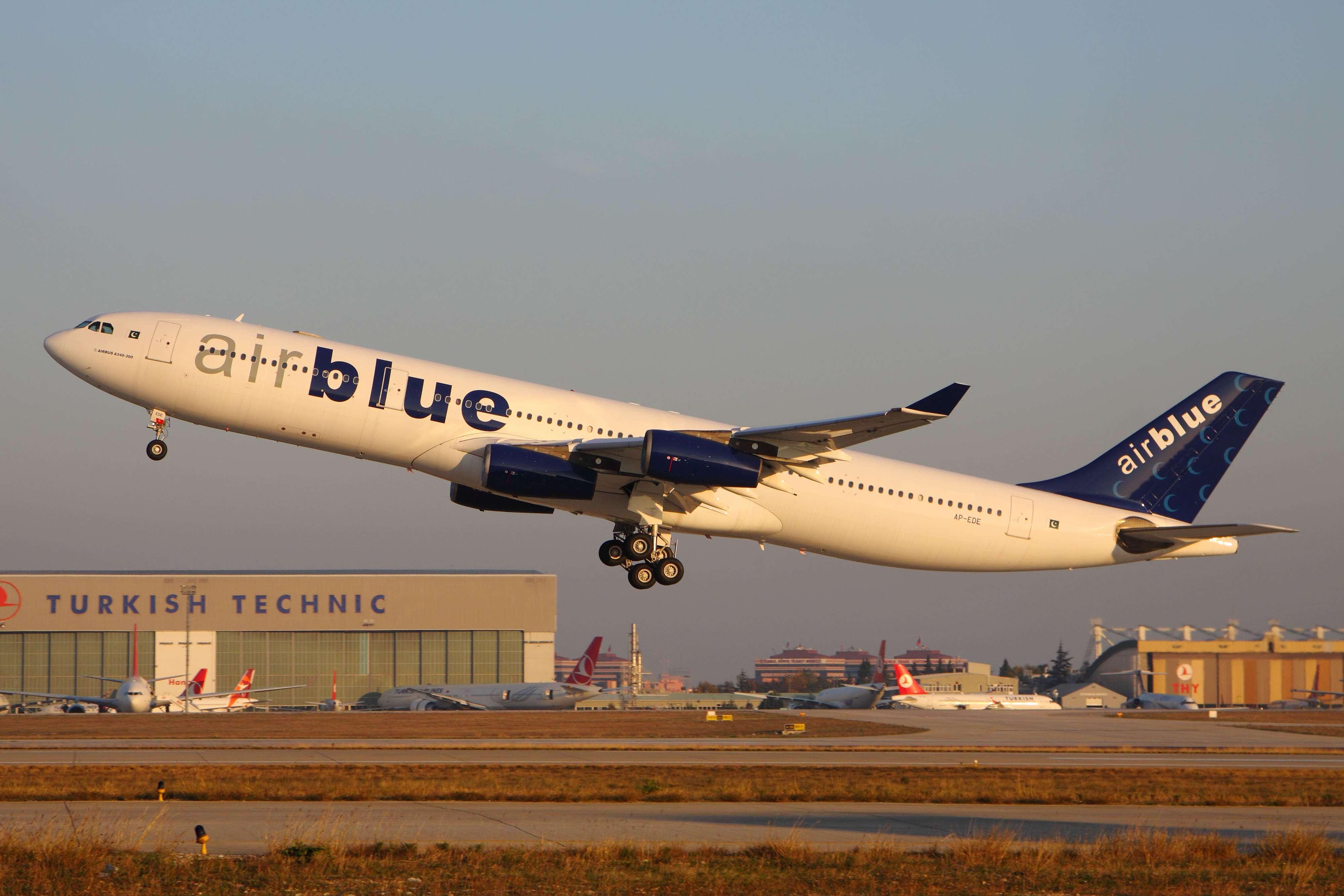
یک فروند ایرباس ای۳۴۰ ایربلو (اجاره‌ای)

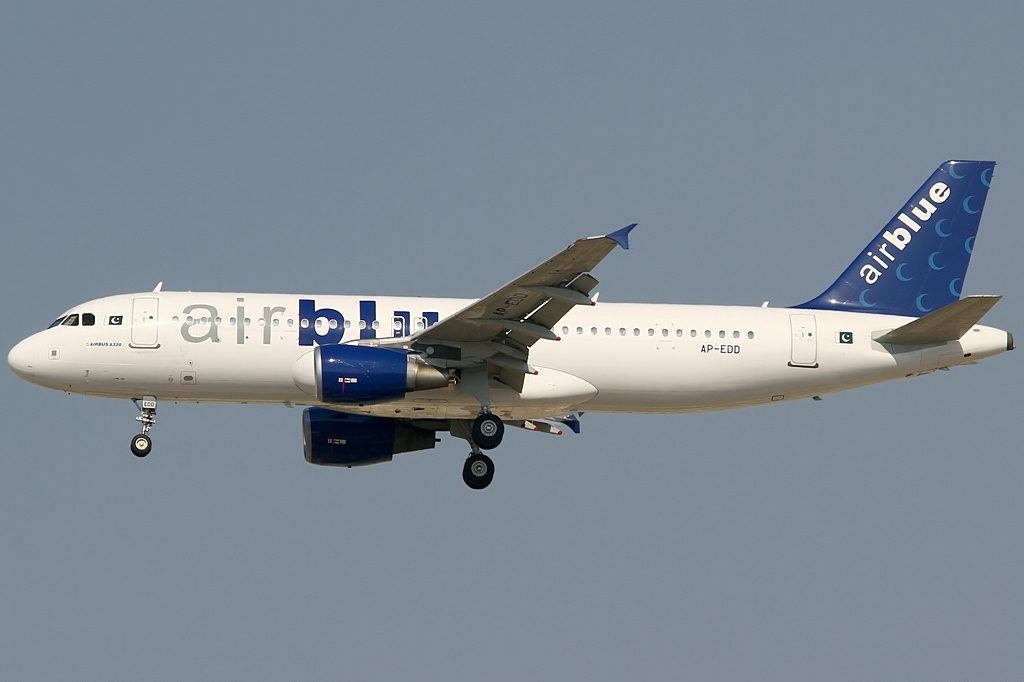

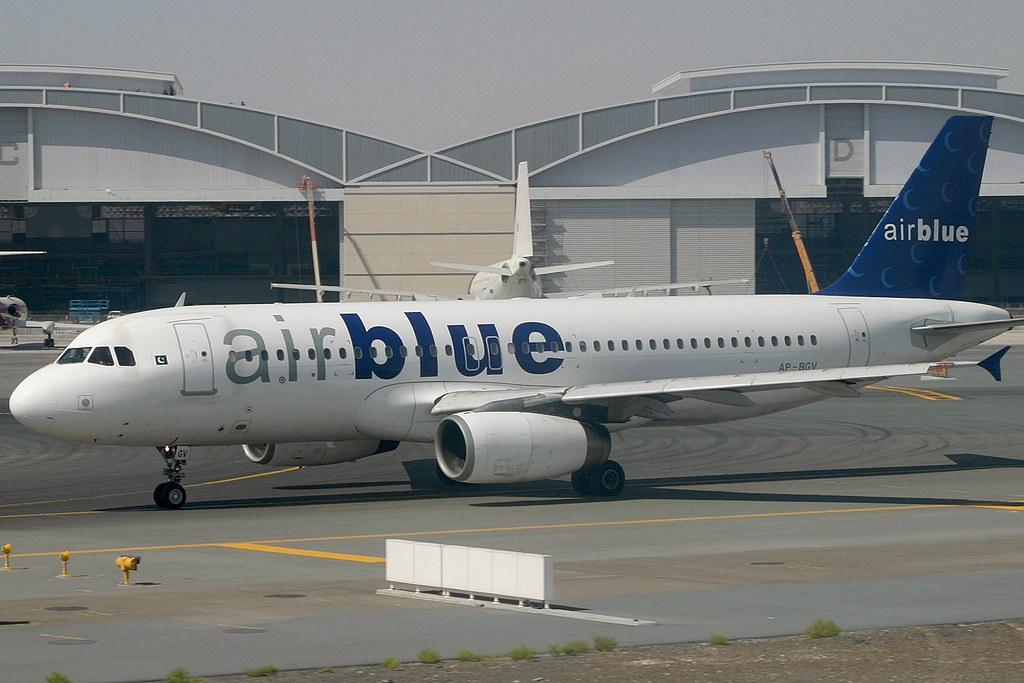

مقصدهای پروازی ایربلو به شرح زیر است (مارس ۲۰۱۵):
| کشور              | شهر                 | فرودگاه                                 | توضیحات    | منبع        |
| ----------------- | ------------------- | --------------------------------------- | ---------- | ----------- |
| عمان              | مسقط                | فرودگاه بین‌المللی مسقط                  |            | [ ۱ ]       |
| پاکستان           | فیصل‌آباد            | فرودگاه بین‌المللی فیصل‌آباد              | پایان‌یافته | [ ۲ ]       |
| پاکستان           | گوادر               | فرودگاه بین‌المللی گوادار                | پایان‌یافته | [ ۳ ]       |
| پاکستان           | اسلام‌آباد           | فرودگاه بین‌المللی بینظیر بوتو           | شهر مرکزی  | [ ۱ ]       |
| پاکستان           | کراچی               | فرودگاه بین‌المللی جناح                  | قطب        | [ ۱ ]       |
| پاکستان           | لاهور               | فرودگاه بین‌المللی اقبال لاهوری          | شهر مرکزی  | [ ۱ ]       |
| پاکستان           | مولتان              | فرودگاه بین‌المللی مولتان                |            | [ ۱ ] [ ۴ ] |
| پاکستان           | نوابشاه، پاکستان    | فرودگاه ناوابشاه                        | پایان‌یافته | [ ۲ ]       |
| پاکستان           | پیشاور              | فرودگاه بین‌المللی باچا خان              |            | [ ۱ ]       |
| پاکستان           | کویته               | فرودگاه بین‌المللی کویته                 | پایان‌یافته | [ ۲ ]       |
| پاکستان           | رحیم‌یارخان، پاکستان | فرودگاه بین‌المللی شیخ زاید (رحیم‌یارخان) |            | [ ۱ ]       |
| پاکستان           | سیالکوت، پاکستان    | فرودگاه بین‌المللی سیالکوت               |            | [ ۱ ]       |
| عربستان سعودی     | جده                 | فرودگاه بین‌المللی ملک عبدالعزیز         |            | [ ۱ ]       |
| عربستان سعودی     | مدینه               | فرودگاه شاهزاده محمد بن عبدالعزیز       |            | [ ۱ ]       |
| عربستان سعودی     | ریاض                | فرودگاه بین‌المللی ملک خالد              |            | [ ۱ ]       |
| ترکیه             | استانبول            | فرودگاه بین‌المللی صبیحه گوکچن           | پایان‌یافته | [ ۵ ]       |
| امارات متحده عربی | ابوظبی              | فرودگاه بین‌المللی ابوظبی                |            | [ ۱ ]       |
| امارات متحده عربی | شهر دبی             | فرودگاه بین‌المللی دبی                   |            | [ ۱ ]       |
| امارات متحده عربی | شارجه (شهر)         | فرودگاه بین‌المللی شارجه                 |            | [ ۱ ]       |
| بریتانیا          | بیرمنگام            | فرودگاه بیرمنگام                        | پایان‌یافته | [ ۶ ]       |
| بریتانیا          | منچستر              | فرودگاه منچستر                          | پایان‌یافته | [ ۷ ]       |